# Меурень
Меурень, Меурені (рум. Măureni) — село у повіті Караш-Северін в Румунії. Входить до складу комуни Меурень.
Село розташоване на відстані 377 км на захід від Бухареста, 32 км на захід від Решиці, 44 км на південний схід від Тімішоари.

## Населення
За даними перепису населення 2002 року у селі проживала 1731 особа.
Національний склад населення села:
| Національність | Кількість осіб | Відсоток |
| -------------- | -------------- | -------- |
| румуни         | 1618           | 93,5%    |
| німці          | 66             | 3,8%     |
| угорці         | 36             | 2,1%     |
| серби          | 5              | 0,3%     |

Рідною мовою назвали:
| Мова      | Кількість осіб | Відсоток |
| --------- | -------------- | -------- |
| румунська | 1655           | 95,6%    |
| німецька  | 51             | 2,9%     |
| угорська  | 17             | 1,0%     |
| сербська  | 5              | 0,3%     |